# Hodakahalli, Krishnarajpet
Hodakahalli là một làng thuộc tehsil Krishnarajpet, huyện Mandya, bang Karnataka, Ấn Độ.